# 톰 코트니
톰 코트니 경(영어: Sir Tom Courtenay, 1937년 2월 25일 ~ )은 잉글랜드의 배우이다.

## 출연 작품
- 닥터 지바고
- 45년 후
- 에어로너츠 - 아서 글레이셔 역

## 수상 및 서훈

### 수상
- 1962년 제16회 영국 아카데미 영화상 시상식 최우수 신인상[2]
- 1964년 제28회 베네치아 국제 영화제 볼피컵 남우주연상
- 1983년 제41회 골든 글로브 시상식 드라마부문 남우주연상[3]
- 1999년 제45회 영국 아카데미 텔레비선상 시상식 남우주연상
- 2003년 제24회 런던 영화 비평가 협회 딜리스 파월상
- 2015년 제65회 베를린 국제 영화제 은곰부문 최우수 남자연기자상

### 서훈
- 2001년 기사작위(Knight Bachelor) 서임[1]